# ثيودور تايلور
ثيودور تايلور (بالإنجليزية: Theodore Cooke Taylor)‏ هو سياسي بريطاني (وحمل سابقاً جنسية المملكة المتحدة لبريطانيا العظمى وأيرلندا)، ولد في 3 أغسطس 1850، وتوفي في 19 أكتوبر 1952. حزبياً، نشط في الحزب الليبرالي.

## مناصب
- في الانتخابات العمومية البريطانية 1900 [الإنجليزية]‏، انتخب عضو برلمان المملكة المتحدة الـ27 عن دائرة Radcliffe-cum-Farnworth (UK Parliament constituency) [الإنجليزية]‏ ( – 8 يناير 1906).
- في الانتخابات العامة في المملكة المتحدة 1906 [الإنجليزية]‏، انتخب عضو برلمان المملكة المتحدة الـ28 عن دائرة Radcliffe-cum-Farnworth (UK Parliament constituency) [الإنجليزية]‏ (12 يناير 1906 – 10 يناير 1910).
- في الانتخابات العمومية البريطانية في يناير 1910 [الإنجليزية]‏، انتخب عضو برلمان المملكة المتحدة الـ29 عن دائرة Radcliffe-cum-Farnworth (UK Parliament constituency) [الإنجليزية]‏ (15 يناير 1910 – 28 نوفمبر 1910).
- في الانتخابات العمومية البريطانية في ديسمبر 1910 [الإنجليزية]‏، انتخب عضو برلمان المملكة المتحدة الـ30 عن دائرة Radcliffe-cum-Farnworth (UK Parliament constituency) [الإنجليزية]‏ (3 ديسمبر 1910 – 25 نوفمبر 1918).